# 13 août 1963
Le mardi 13 août 1963 est le 225e jour de l'année 1963.

## Naissances
- Édouard Michelin (mort le 26 mai 2006), homme d'affaires français
- Barbara Armbrust, rameuse canadienne
- Józef Wandzik, footballeur polonais
- Jackie Walorski, personnalité politique américaine
- Mary Chaplin, peintre française
- Okacha Ben Ahmed Daho, représentant des organisations islamiques de France
- Sridevi, actrice indienne
- Steve Higgins, humoriste, acteur, auteur-scénariste et producteur américain
- Todd Hughes, réalisateur américain
- Valerie Plame, officier de la CIA

## Décès
- Louis Bastien (né le 26 octobre 1881), cycliste et escrimeur français
- Morvan Marchal (né le 31 juillet 1900), architecte et personnalité du mouvement breton

## Événements
- Début des « Trois glorieuses » à Brazzaville (journées d’émeutes). Chute du régime de l’abbé Fulbert Youlou au Congo-Brazzaville.
- Sortie du film Sa Majesté des Mouches